# Midhat Ajanović

Midhat Ajanović (Sarajevo, 20. listopada 1959.) bosanskohercegovački je novinar, karikaturist i književnik.

## Životopis
Midhat Ajanović studirao je novinarstvo u Sarajevu i filmsku animaciju u Zagrebu. Magistrirao je 1998. godine i doktorirao 2009. godine iz filmologije u Göteborgu, Švedska. Osamdesetih godina režirao je nekoliko kratkih animiranih filmova prikazanih na mnogim međunarodnim festivalima. Od 1994. godine živi i radi u Göteborgu. Profesionalno se bavi pisanjem i crtanjem.
Podučavao je povijest filma i animacije na Višoj školi za animaciju u Eksjöu, a od 2004. godine predaje povijest animacije na Odjelu za filmske studije Sveučilišta u Göteborgu. Do sada je objavio nekoliko romana te više knjiga karikatura i strip-albuma. Stripovi rađeni po njegovim scenarijima objavljeni su na bošnjačkom, švedskom i talijanskom jeziku. Njegov roman "Jalijaš" doživio je i švedsko izdanje pod nazivom "Värstingen från Sarajevo" (u prijevodu Huligan iz Sarajeva), UNA Förlag, Göteborg. Dobitnik je nagrade za izniman doprinos proučavanju animacije Na Svjetskom festivalu animiranog filma - Animafest Zagreb 2006.
Ajanović je stalni suradnik Bosanske pošte u kojoj ima svoju kolumnu pod naslovom "Imaginarna pisma", a također redovito objavljuje članke i eseje u dnevniku "Göteborgs-Posten". 

## Djela
- "Jalijaš" (roman)
- "Gađan" (roman)
- "Useljenik" (roman)
- "Portret nacrtan ugljem i kišom" (roman)
- "Katapult" (roman)
- "Smrt u Sarajevu" (zbirka eseja)

## Vanjske poveznice
- Intervju s Ajanovićem na internetskom portalu Rogatičani. com (boš.)
- Intervju s Ajanovićem u dnevnim novinama "Oslobođenje"[neaktivna poveznica] (boš.)